# Paddy Farrell
Paddy Farrell, né le 2 février 1912 à Athlone en Irlande et mort le 19 mars 1987, est un footballeur international irlandais qui évoluait au poste d'attaquant. Il joue dans deux clubs, les Irlandais du Bohemian Football Club et les Écossais de l'Hibernian Football Club.

## Carrière en club
Paddy Farrell commence sa carrière de footballeur intégrant l'équipe junior du Home Farm Football Club, un club dublinois. En 1932, il rejoint le Bohemian Football Club, un des plus grands club d'Irlande. Ses équipiers sont notamment les internationaux Fred Horlacher et Billy Jordan. Ses premiers pas se font avec l'équipe réserve. Son entraîneur Bill Lacey, qui a repéré ses défauts dans son jeu d'attaque, le fait alors travailler de manière spécifique. Farrell s'améliore au point de devenir un élément important de l'équipe dans le gain de la Coupe d'Irlande lors de la saison 1934-1935. Farrell marque lors du second tour contre le Waterford puis encore, le but de la victoire cette fois, contre Dolphin en demi-finale. Paddy Farrell dispute la finale contre le Dundalk Football Club mais il se blesse à trente minutes de la fin du match, laissant ses coéquipiers à dix. Les Boh's s'imposent tout de même 4 buts à 3.
Les performances de Farrell attirent l'attention des clubs professionnels écossais. C'est Hibernian qui le recrute en lui proposant une somme de 800£ et la possibilité d'aller à l'université. Farrell entreprend alors des études de dentiste. Le club organise alors les cours en fonction des entrainements.
Au terme de sa carrière, Farrell crée un cabinet de dentiste à Kingston upon Hull en Angleterre.

## Carrière internationale
Quand Paddy Farrel commence sa carrière internationale en 1923, deux équipes d'Irlande coexistent. Les deux fédérations nationales sélectionnent des joueurs sur la base de l'ensemble de l'île d'Irlande. D'une part l'IFA, basée à Belfast, dirige l'équipe d'Irlande de football et d'autre part, la FAI, basée à Dublin, organise l'équipe de l'État libre d'Irlande. En conséquence, de nombreux footballeurs, comme Farrell, ont été amenés à jouer pour les deux équipes.

### République d'Irlande (FAI)
En 1937 Paddy Farrell est sélectionné à deux reprises en équipe de république d'Irlande. En mai, la FAI organise une tournée en Europe avec une équipe dont l'attaque est constituée de Tommy Breen, Jackie Brown et Jimmy Dunne aux côtés de Farrell. Il fait ses grands débuts lors d'une victoire 1-0 sur la Suisse. Une semaine plus tard, le 23 mai, il gagne encore contre la France cette fois-ci sur le score de 2 à 0.

### Irlande (IFA)
Le 16 mars 1938, Paddy Farrell fait sa seule apparition pour l'IFA. Il dispute un match à Windsor Park contre le pays de Galles, une victoire 1 à 0.

## Palmarès
Avec le Bohemian Football Club
- Coupe d'Irlande
  - Vainqueur en 1934-1935